# Hugo od Svatého Viktora
Hugo (okolo 1097 – 11. února 1141) byl středověký křesťanský mystik a teolog. Je považován za nejvýznamnějšího představitele svatoviktorské školy. V klášteru svatého Viktora v Paříži byl řeholním kanovníkem.

## Život
Tento Sas velmi urozeného původu přišel do kláštera sv. Viktora (tehdy u Paříže) v roce 1115 a učil se zde u Viléma z Champeaux. Z mnoha jeho děl je významné především Didascalicon de studio legendi, protože se v tomto svou podstatou polemickém díle zabývá exegetickou teorií, zvláště v VI. knize.

## Didascalicon
Hugo dělí čtení a chápání Písma do tří sfér: historie, alegorie a tropologie. Nejdříve se zabývá historií a zdůrazňuje, že dříve, než se čtenář pustí do interpretace textu, musí znát dobře jeho vlastní, dnes bychom řekli doslovný smysl, nebo jak říká Hugo, litteru. Tak jako student musí znát nejdříve písmena, aby mohl číst, musí čtenář Písma znát nejdříve historii, o níž text vypovídá. Druhým, široce rozvedeným příměrem je stavba domu. Než začne někdo stavět dům, musí vyhloubit základy, kterými je opět littera, vlastní smysl textu. Na druhém místě hovoří Hugo o alegorii. Navazuje přitom na předešlý příměr a říká, že alegorie je samotný dům, který na základech stavíme. Opět však zdůrazňuje, že jako musí stát dům pevně na hlubokých základech, musí stát alegorie na správném pochopení littery. Na třetím místě zmiňuje Hugo tropologii, čili morální/praktický význam, který ve zkratce definuje slovy, že když vidíme, co činí Bůh, poznáváme z toho, jak máme jednat my.
Občas se hovoří o tom, že Hugo a jeho žáci se zasadili významným způsobem o větší docenění historického smyslu biblického textu v exegezi. Když však odmyslíme případ kanovníka Ondřeje, je toto tvrzení mylné. Hugo sice ve svém Didascalicu klade silný důraz na historii, ale chápe ji jen jako výchozí bod pro alegorii. Význam má pro něj právě alegorie, historie je jen branou, která k němu přivádí. Historie sama o sobě nemá žádnou hodnotu. Snad nejzřetelněji to vyjadřuje Pavlovou větou littera occidit, spiritus autem vivificat (litera zabíjí, ale duch dává život). Příměrů však najdeme více: jako se z včelích plástev mačká med, tak se z historie získává alegorie; historie je jen abeceda, která nám umožňuje číst text, alegorii; historie je stínem, kterým přicházíme k tělu, je předobrazem vedoucím k pravdě, je základem k domu. Cílem exegetického úsilí je alegorie, duchovní výklad.
Podobné služebné postavení má littera i v rozdělení interpretace na littera, sensus a sententia. Littera slouží jen jako nosný materiál pro zřejmý sensus nebo pro skrytou sententia, nebo pro obojí současně.
Hugo doporučuje čtenáři Písma, aby se dříve, než začne z textu vyvozovat alegorii, dobře informoval o sacramenta neboli ordines, totiž o osmi základních pravdách, které jsou v Bibli ukryty: tajemství Trojice, stvoření z ničeho, hřích, přirozený zákon, první (Starý) zákon, vtělení Slova, svátosti Nového zákona, Kristovo vzkříšení. Když je bude znát, bude vědět, co má v textu hledat, a má se přitom držet učení Otců, aby na cestách alegorie nezbloudil. V případě, že mu text přesto nebude jasný, že se mu bude zdát, že v něm nenachází to, co by měl, má text raději opustit, aby nesešel na scestí. Hugo tedy předpokládá značné předpochopení textu a učení Otců a víra církve jsou mu právě tak důležitými vůdci ke správné alegorii jako historický význam textu, ne-li ještě důležitější, protože jasnější. Tento princip odpovídá tomu, co bylo již řečeno ohledně středověké exegeze: Bible je jediným zdrojem poznání víry, ale je třeba ji číst s církví, ne samostatně.
Jinde v Didascalicu a v jiných spisech brojí Hugo proti dvěma typům teologů: jednak proti „literátům“, jednak proti těm, kdo se o příliš brzy vrhají do alegorie, aniž by předtím řádně vzali v úvahu vlastní text, historii. Přehnaným alegoristům v souladu s církevní tradicí vytýká, že „příliš tisknou prsy“ a že z nich „dojí krev“. Na druhé straně se staví proti těm, kdo příliš setrvávají na litteře a nejsou schopni se povznést k pravému pokladu Písma, k alegorii. V tomto ohledu jsou Hugo a jeho žáci strážcem církevní tradice, která má své kořeny až u Řehoře Velikého, sv. Jeronýma či dokonce Órigena.
To, o čem jsme dosud hovořili, byla Hugova teorie. Hugo sám však se jí v praxi řídil jen někdy. De Lubac nazval Huga „milovníkem alegorie“. Na příkladu Hugovy interpretace Noemovy archy poznáme, co pro něj znamenala alegorie, a pochopíme také právě citované De Lubacovo tvrzení.

## Další spisy
Přímo Noemově arše věnuje Hugo dva spisy, De archa Noe mystica a De archa Noe morali. Nejedná se o souvislý výklad textu o potopě. Hugo používá pouze obraz archy s mírami a popisem, jak je nacházíme v Genezi. K údajům, které našel v Písmu, přidává sám barvitý popis a spekulace o formě a podobě archy. Zajímá ho přednostně archa jako taková, ne dějinný kontext, ani události s ní spojené. Pouští se dokonce do polemiky s Órigenem ohledně podoby archy; jeho zájem je zde ryze technický, neboť považuje archu, jak ji popsal Órigenés, za nefunkční. Nezůstává však u výpovědí Písma. Přidává sám popis barev a celé vnitřní rozčlenění lodi. V tomto postupu se neliší od svých předchůdců, neboť už Órigenés se tím zabýval. Můžeme to považovat za Hugem prosazované zdůraznění littery? Není to tak samozřejmé. Hugo věnuje tomuto popisu jen mizivou část traktátu, aby se ve zbylé, daleko obsáhlejší části věnoval alegorickému výkladu, který je jeho hlavním cílem. Všechny osobní „zásahy“ do vzhledu a struktury archy činí tak, aby odpovídaly jeho alegorickému výkladu. Například hovoří o pěti patrech v arše, protože to odpovídá pěti stádiím duchovního postupu člověka. Hugo udává také výšku každého patra: 4, 5, 6, 7 a 8 loktů, což odpovídá čtyřem elementům, pěti smyslům, dokonalosti smyslů (6), odpočinku sedmého dne a osmému dni, totiž dni vzkříšení. Jen stěží můžeme tento traktát považovat za snahu o výklad biblického textu. Hugo využívá biblický obraz archy za účelem vlastního teologického systému, a tomuto předem promyšlenému systému obraz archy přizpůsobuje. Celé toto dílo tak stojí na zjevném předpochopení obrazu archy. Po exegetické stránce mu postačuje, že nic z toho, co o arše vypovídá, neodporuje údajům v Genezi.
Že Hugo obraz archy využívá za zcela „osobními“ účely, je zřejmé i z toho, že alegorie archy nemá pro něj jen jeden význam, ale více. Archa znázorňuje jak výpověď o stvoření, tak jindy popis dějin spásy, církev či lidskou duši.
Práce s biblickým textem má tedy u Huga zcela jiný charakter, než na jaký jsme zvyklí dnes, a má daleko i k většímu důrazu a ocenění biblického textu v jeho doslovném znění. Biblický text slouží prvořadě jako pomůcka k objasnění pravd víry, ne k tomu, aby se z něj tyto pravdy vyvozovaly. Tento přístup jsme mohli vidět vyjádřený i na teoretické rovině v Hugově Didascalicu. To, co doboví teologové představují jako výklad textu, je ve skutečnosti výklad pravd víry za pomoci biblických obrazů či textů.